# Fazile Hanimsultan
Sabiha Fazile Hanımsultan (lett. "bellissima" o "mattino" e "virtù", anche nota come Fazile Ibrahim; Neuilly-sur-Seine, 8 agosto 1941 – Istanbul, 27 settembre 2024) è stata una principessa egiziana e ottomana, figlia del principe Muhammed Ali Ibrahim d'Egitto e della principessa ottomana Zehra Hanzade Sultan, nipote del sultano Mehmed VI.

## Biografia
Sabiha Fazile Hanımsultan d'Egitto nacque l'8 agosto 1941 a Neuilly-sur-Seine, in Francia, figlia del principe Mehmed Ali Ibrahim d'Egitto e della principessa ottomana Zehra Hanzade Sultan, figlia di Şehzade Ömer Faruk, figlio del califfo Abdülmecid II, e di Rukiye Sabiha Sultan, figlia del sultano Mehmed VI. Aveva un fratello minore, Sultanzade Ahmed Rifat Bey. 
Studiò all'Heathfield College di Ascot. Nel settembre 1957 incontrò il re Faysal II d'Iraq, a cui venne promessa in sposa grazie all'intervento di un parente, Şehzade Mahmud Namik. Il fidanzamento fu uno shock per i suoi genitori, perché Fazile, oltre che figlia di due dinastie esiliate, aveva solo 16 anni e andava ancora a scuola, ma diedero comunque il loro consenso. Tuttavia, il 14 luglio 1958, due settimane prima della data prevista per il loro matrimonio, Faysal fu rovesciato e ucciso da un colpo di Stato militare, che portò anche all'arresto e all'estradizione di Namik, ricercato con l'accusa di complotto dal governo egiziano. 
Fazile sposò allora Hayri Ürgüplü (n. 31 maggio 1936), figlio dell'ex primo ministro Suat Hayri Ürgüplü. Le nozze si tennero a Parigi, il 10 dicembre 1965. Il matrimonio durò 15 anni, fino al divorzio il 24 settembre 1980. La coppia ebbe due figli, Ali Suad (n. 28 settembre 1967) e Mehmed Selim (n. 31 ottobre 1968). Fazile sposò in seconde nozze Jean-Alphonse Bernard il 18 giugno 1983, con cui visse in Francia. Rimase vedova nel 2015. 
Fazile morì a Istanbul il 27 settembre 2024, all'età di ottantatré anni. Venne sepolta accanto a sua madre nel cimitero di Aşiyan.